# ESS 3200
L’ESS 3200 est une classe de locomotives électriques ayant circulé en Indonésie de 1925 à 1976.

## Historique
Ce type de locomotive électrique entre en service le 6 avril 1925 lors de l'inauguration de la ligne ferroviaire électrifiée de Tanjung Priok à Meester Cornelis (Jatinegara).
Ces locomotives sont en service jusqu'en 1976.

## Caractéristiques
Elles sont de type 1-Bo + Bo-1 utilisant une caténaire 1,5 kV DC produisant 765 kW. Construites par le Werkspoor utilisant de l'équipement de la firme américaine Baldwin, ces machines avaient des moteurs électriques Heemaf / Westinghouse.

## Galerie
- Film montrant la livraison des locomotives dans les années 1920.